# Un gancho al corazón
 (срп. Ударац у срце) мексичка је теленовела продукцијске куће Телевиса, снимана током 2008. и 2009.

## Синопсис
Ово је прича о Валентини Лопез, младој и симпатичној девојци која се снажно и одлучно суочава са животом. По професији је боксерка и као мала је добила надимак „Монита“ (Мајмунче), због своје навике да се пење на грање високог дрвећа. Толико је талентована за бокс да би могла да се опроба и на такмичењима светског карактера. Њен тренер је Бето и са њим је у вези већ осам година. Изразито је захвална Бету и његовој мајци, Нијевес, који су јој пружили дом онда када ју је мајка напустила.
Чини се да Валентина има миран и савршен живот крај Бета. Међутим, за њу је судбина испланирала нешто сасвим другачије.
Прича почиње једним губитком. Валентина губи у такмичењу и задобија повреде руке, те одлучује да пронађе други посао док се не опорави.
На другом крају града налазе се канцеларије фирме Сермењо Групе, велике компаније за некретнине која је у власништву бившег шампиона у вожњи ауто-трка Маурисија Сермења. То је фирма у коју Монита долази у потрази за послом.
Од првог сусрета, Валентина и Маурисио бивају погођени Купидоновом љубавном стрелом. То се наравно не допадне Констанси, Маурисијевој привлачној и префињеној девојци, која је очајнички заљубљена у његов новац.
Како би раставила Маурисија од Валентине, Констанса се удружује са Херонимом, Маурисијевим рођаком, те са Оскаром Карденасом, нелојалним радником из фирме. Али, они не желе да га раздвоје само од девојке, већ и од његово троје усвојене деце (Алда, Лусије и Дани), као и великог породичног богатства.
Међутим, Маурисијева и Валентинина љубав спремна је да преброди све препреке. Јер, борба за срећу траје дуже од сваке туче у рингу, и у њој је љубав најбољи тренер.

## Улоге
| Глумац                 | Улога                                        |
| ---------------------- | -------------------------------------------- |
| Дана Гарсија           | Валентина Монита Лопез                       |
| Себастијан Руљи        | Маурисио Сермењо                             |
| Лаиша Вилкинс          | Констанса Лердо де Техада Монкада де Сермењо |
| Раул Араиза            | Роберто Бето Очоа                            |
| Ана Мартин             | Нијевес Очоа                                 |
| Макарија               | Исабел Лопез Аманда Гарсија Ракела Очоа      |
| Ерик дел Кастиљо       | Маркос Лердо де Техада                       |
| Маргарита Магања       | Естреља Фалкон                               |
| Рикардо Абарко         | Алдо Ернандез                                |
| Роберто Бландон        | Оскар Карденас Виљависенсио                  |
| Ото Сирго              | Салвадор Уљоа                                |
| Еухенија Каудуро       | Габријела Паласиос де Уљоа                   |
| Урсула Пратс           | Жаклин Монкада де Лердо де Техада            |
| Августин Арана         | Херонимо Сермењо                             |
| Вероника Хаспеадо      | Химена Сермењо де Клундер                    |
| Алекс Сирвент          | Роналдо Клундер                              |
| Рикардо Маргалеф       | Арнолдо Клундер                              |
| Лорена Енрикез         | Паула Мендез                                 |
| Мигел Анхел Бијагио    | Кристијан Бермудез                           |
| Норма Ерера            | Алисија Росалес                              |
| Пабло Валентин         | Тано                                         |
| Ирма Лозано            | Тереса Гарсија                               |
| Марио Лимантоур        | Валенте                                      |
| Раул Падиља            | Дон Сесар                                    |
| Фелипе Санчез          | Иван Гарсија                                 |
| Рената Нотни           | Лусија Ернандез                              |
| Никол Кастел           | Данијела Дани Ернандез                       |
| Сусана Лозано          | Лоренса де Уљоа                              |
| Рикардо Фастличт       | Маркос Бониља                                |
| Алехандро де ла Мадрид | Рикардо                                      |
| Карлос Игнасио         | Марио                                        |
| Хавијер Ортиз          | Лало Мора                                    |
| Карла Алварез          | Рехина                                       |
| Хосе Луис Ресендез     | Фаусто Буенростро                            |
| Серхио Мајер           | Фернандо де ла Роса                          |
| Мануел Флако Ибањез    | Др. Лафорт                                   |
| Кармен Басера          | Флора                                        |
| Хорхе Де Силва         | Ел Лобо                                      |
| Луис Урибе             | Хајро                                        |
| Хаиме Лозано           | Џими                                         |